# Memorial de la Resistència de São Paulo
El Memorial de la Resistència de Sao Paulo és un museu de São Paulo, Brasil, que està dedicat a preservar la memòria de la resistència i la repressió des del mateix espai on aquesta s'exercia, l'antic edifici-seu del Departament Estatal d'Ordre Polític i Social de l'Estat de Sao Paulo (DEOPS/SP). Posant en evidència els diversos mecanismes de repressió estatal que s'aplicaren a la república brasilera, el Memorial promou la sensibilització dels drets humans i la col·laboració en l'educació per a la ciutadania.
La programació del Memorial està estructurada en diferents àmbits: recerca, conservació i comunicació patrimonial; es tracta d'una programació destinada a l'estudi de la repressió i a les estratègies de resistència a través de sis línies d'actuació: el Centre de Referència, els Llocs de Memòria, el Registre Regular de Testimonis, les Exposicions, l'Acció Educativa i l'Acció Cultural. El Memorial de la Resistència forma part de la Coalició Internacional de Llocs de Consciència (www.sitesofconscience.org).
El cop d'Estat del 31 de març de 1964 en contra del govern d'esquerres de Joao Goulart, inaugurà un període de dictadures militars al Brasil que no finalitzaria fins al 1984 i amb l'elecció del primer president civil electe en 21 anys, Tancredo Neves, el 1985. Durant aquest període, la república brasilera estigué governada per una junta militar que, alhora, fou presidida per cinc generals de forma consecutiva (Castelao Branco, Costa e Silva, Garrastazu Médici, Ernesto Geisel i Figueiredo).